# Aram Hakopian
Aram Chaczaturowicz Hakopian, orm. Արամ Խաչատուրի Հակոբյան, ros. Арам Хачатурович Акопян, Aram Chaczaturowicz Akopian (ur. 15 sierpnia 1979 w Erywaniu, Armeńska SRR) – ormiański piłkarz, grający na pozycji napastnika.

## Kariera piłkarska

### Kariera klubowa
W 1996 rozpoczął karierę piłkarską w klubie wojskowym CSKA Erywań, skąd w 1997 trafił do Pjunika Erywań. W 1998 razem z młodszym bratem Arą został piłkarzem Dwinu Artaszat. Latem 1999 przeszedł do Cementu Ararat, który później nazywał się Araks Ararat, a w 2000 przeniósł swoją siedzibę do stolicy, a po roku przyjął nazwę Spartak Erywań. W lipcu 2000 wyjechał do Ukrainy, gdzie występował w drugoligowej Stali Ałczewsk, ale już w sierpniu opuścił Ukrainę i wrócił do Spartaka Erywań, który po fuzji w 2003 otrzymał nazwę Bananc Erywań. W grudniu powrócił do Ukrainy, gdzie był na testach z bratem w Metałurhu Donieck, ale został piłkarzem Stali Ałczewsk. W czerwcu 2004 został wypożyczony do farm-klubu Stali Dnieprodzierżyńsk. W lipcu 2004 trafił do Metałurha Donieck, ale po 4 meczach w drużynie rezerw postanowił dalej grac dla Stali Dnieprodzierżyńsk. Latem 2005 wrócił do Bananca Erywań. Na początku 2007 został wypożyczony na pół roku do ukraińskiego Illicziwca Mariupol, a na początku 2008 na pół roku do rosyjskiej Wołgi Uljanowsk. Latem 2008 odszedł do Ulissu Erywań. Na początku 2009 podpisał kontrakt z pierwszoligowym Impulsem Diliżan, z którym zdobył awans do Premier-ligi. Na początku 2010 doznał kontuzji i potem nie potrafił wrócić w pełni do zdrowia. W 2011 ogłosił o zakończeniu kariery piłkarza, ale na początku 2012 został piłkarzem reaktywowanego Alaszkertu Erywań. Jednak nie rozegrał żadnego meczu i zakończył karierę piłkarza.

### Kariera reprezentacyjna
Najpierw był powoływany do młodzieżowej reprezentacji Armenii. 2 lutego 2000 zadebiutował w seniorskiej kadrze w wygranym 2:1 meczu z Mołdawią.

## Sukcesy i odznaczenia

### Sukcesy piłkarskie
Spartak Erywań
- wicemistrz Armenii: 2000
- brązowy medalista Mistrzostw Armenii: 1999, 2001, 2002
- zdobywca Pucharu Armenii: 1999
- zdobywca Superpucharu Armenii: 1999
- finalista Superpucharu Armenii: 1999

Bananc Erywań
- wicemistrz Armenii: 2003, 2006, 2007
- brązowy medalista Mistrzostw Armenii: 2005
- finalista Pucharu Armenii: 2003
- finalista Superpucharu Armenii: 2005

Impuls Diliżan
- mistrz Pierwszej Ligi Armenii: 2009

### Sukcesy indywidualne
- piłkarz roku w Armenii: 2005
- król strzelców Mistrzostw Armenii: 2006
- najlepszy strzelec klubu Bananc Erywań w Mistrzostwach Armenii: 62 gole